# 브리엔츠빌러역
브리엔츠빌러역(독일어: Brienzwiler)은 스위스 베른주 브리엔츠빌러에 있는 기차역이다. 브리엔츠빌러는 인터라켄과 루체른 사이를 운행하는 첸트랄반이 소유한 브뤼닉선의 정류장이다. 역은 브리엔츠빌러 마을 중심에서 남서쪽으로 약 1.5km 떨어진 발름호프에 있다.

## 운행편
다음 서비스는 브리엔츠빌러에서 정차한다:
- 레기오 : 인터라켄 동과 마이링엔 사이를 매시간 운행한다.